# James Angulo
James Angulo (Tumaco, 20 januari 1974) is een voormalig Colombiaans voetballer.